# Algebraïsche kromme
In de algebraïsche meetkunde is een algebraïsche kromme een eendimensionale algebraïsche variëteit, die dus door een polynomiale vergelijking weergegeven kan worden. Een belangrijk speciaal geval vormen de vlakke algebraïsche krommen, die in een affien vlak of in een projectief vlak liggen. De theorie van deze krommen dateert voor het grootste deel uit de negentiende eeuw, nadat al eerder vele bijzondere voorbeelden waren beschouwd, te beginnen met de cirkel en andere kegelsneden.
Een algebraïsche kromme, gedefinieerd over een lichaam (Nederlands) of veld (Belgisch) {\displaystyle F}, kan worden beschouwd als de meetkundige plaats van punten in {\displaystyle F^{n}} die voldoen aan ten minste {\displaystyle n-1} onafhankelijke vergelijkingen, waarin een polynoom gelijk wordt gesteld aan {\displaystyle 0}:
{\displaystyle g_{i}(x_{1},\ldots ,x_{n})=0}
Hierin zijn de uitdrukkingen {\displaystyle g_{i}} de bedoelde polynomen. Hun coëfficiënten zijn element van {\displaystyle F.}
Een vlakke algebraïsche kromme, gedefinieerd over een veld of lichaam {\displaystyle F,} kan worden beschreven door een algebraïsche vergelijking in twee variabelen met coëfficiënten in {\displaystyle F,} dus van de vorm:
{\displaystyle f(x,y)=\sum a_{n,m}x^{n}y^{m}=0}
De kromme is dus de oplossingsverzameling of nulpuntenverzameling van deze vergelijking.